# Abdelmadzsíd Bújbúd
Abdelmadzsíd Bújbúd (arabul: عبد المجيد بويبوض); 1966. október 24. –) marokkói válogatott labdarúgó.

## Pályafutása

### Klubcsapatban
1986 és 1994 között a Vidád Casablanca csapatában játszott, melynek tagjaként három alkalommal nyerte meg a marokkói bajnokságot (1990, 1991, 1993). 1994 és 1998 között a portugál Belenenses játékosa volt. 1999-ben Kínában játszott a Vuhan Hongtao csapatában.

### A válogatottban
1990 és 1997 között 34 alkalommal játszott a marokkói válogatottban és 3 gólt szerzett. Részt vett az 1992-es afrikai nemzetek kupáján és az 1994-es világbajnokságon, ahol Hollandia ellen kezdőként lépett pályára. A Belgium és a Szaúd-Arábia elleni csoportmérkőzéseken nem kapott lehetőséget.

## Sikerei, díjai
Vidád AC
- Marokkói bajnok (3): 1989–90, 1990–91, 1992–93